# Anne Zernike
Anne Zernike, ook wel Annie genoemd, (Amsterdam, 30 april 1887 – Amersfoort, 6 maart 1972) studeerde als eerste vrouw theologie aan de Universiteit van Amsterdam en het Doopsgezind Seminarie en werd in 1911 de eerste vrouwelijke predikant van Nederland.

## Biografie

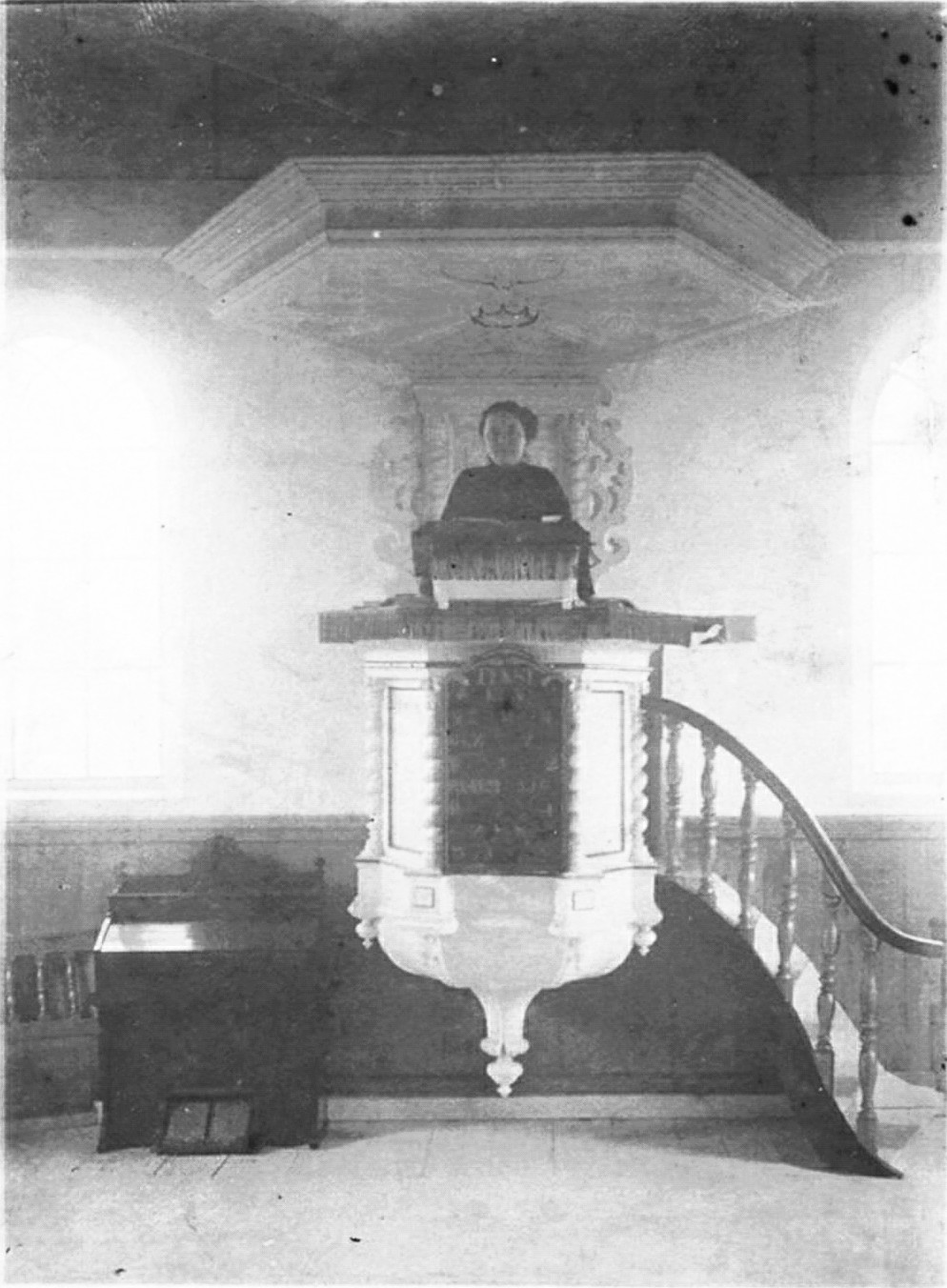
Anne Zernike bij haar bevestiging in de doopsgezinde kerk, 5 november 1911

Zernike werd geboren als dochter van Carl Friedrich August Zernike (1859-1922) en Antje Dieperink (1859-1932), beiden wiskundedocenten. Haar één jaar jongere broer Frits Zernike (1888-1966) was natuurkundige en ontving in 1953 de Nobelprijs voor de natuurkunde. Haar zuster Elisabeth Zernike (1891-1982) schreef tientallen boeken en was de eerste Nederlandse vrouw die werd bekroond met een literaire prijs.
Zernike werd op de ochtend van 5 november 1911 in het ambt aangesteld door de doopsgezinde gemeente in de Friese plaats Bovenknijpe in de buurt van Heerenveen, nadat ze eerder twee keer een beroep om in Baard (Fr) en in Mensingeweer (Gr) predikant te worden had afgewezen. Op haar verzoek werd door de predikant die haar bevestigde, ds. Wartena uit Heerenveen, geen speciale aandacht besteed aan haar vrouw-zijn. De bijbeltekst waarover zij diezelfde middag haar eerste preek hield kwam uit de 2 Korinthe 1:24: "Niet dat wij heerschappij voeren over uw geloof, neen, wij zijn medewerkers aan uw blijdschap". In de zomer van 1913 leerde ze de kunstschilder Jan Mankes kennen, met wie ze op 30 september 1915 trouwde, waarna ze naar Den Haag verhuisden. Omdat Mankes aan tuberculose leed, besloten ze in 1916 in het Gelderse Eerbeek te gaan wonen, hopende dat de bosrijke omgeving een gunstige uitwerking op Jan zou hebben. In 1918 kregen ze een zoon en kort daarop promoveerde Anne. In 1920 bezweek Jan Mankes echter op 30-jarige leeftijd aan zijn ziekte. Een jaar later werd Anne Mankes-Zernike predikante van de Nederlandse Protestanten Bond (NPB), nu Vrijzinnigen Nederland, in het Rotterdamse Tuindorp Vreewijk. In Hoofddorp, Arnhem, Heerenveen en Spijkenisse zijn als eerbetoon straten naar haar vernoemd.
Mankes-Zernike overleed in Amersfoort in 1972 en werd begraven in het graf van haar echtgenoot in Eerbeek.

## Trivia
- Anne Zernike was in haar jeugd leerlinge van godsdienstonderwijzeres Jacoba Mossel. Zij was de eerste vrouwelijke godsdienstonderwijzer in Nederland en de eerste vrouw die in een dienst voorging (in de Vrije Gemeente van Amsterdam).
- In april 2013 werd door PostNL een postzegel uitgebracht van Anne Zernike en vijf andere bijzondere vrouwen uit de Nederlandse geschiedenis, in het kader van het verschijnen van het boek (en de tentoonstelling) 1001 vrouwen uit de Nederlandse geschiedenis.